# Kenneth E. Iverson

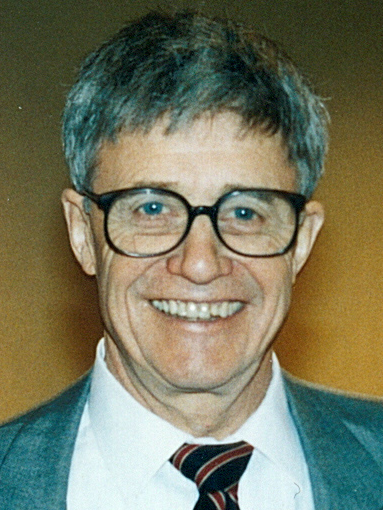
Kenneth E. Iverson, 1989

Kenneth Eugene „Ken“ Iverson (* 17. Dezember 1920 in Camrose, Alberta; † 19. Oktober 2004 in Toronto, Ontario) war ein kanadischer Mathematiker und Informatiker, der die Programmiersprachen APL und J entwickelt hat.

## Leben
Iverson wuchs auf einer Farm im ländlichen Alberta auf. Vier Monate nach seinem fünften Geburtstag wurde er in eine Schule bestehend aus einem Raum und einem Lehrer eingeschult. Er übersprang mehrere Klassen und wechselte mit zwölf Jahren in die neunte Klasse einer nahen Dorfschule, die er während der zehnten Klasse abbrach, um auf der Farm zu arbeiten. Nebenbei belegte er einen Kurs in Elektrotechnik. 1942 wurde er in die Royal Canadian Air Force eingezogen. Während des Zweiten Weltkriegs belegte er acht Fernkurse der Royal Canadian Legion und wurde von seinen Kameraden von einem Studium überzeugt. Nach seiner Entlassung 1946 ging er an die Queen’s University in Kingston, Ontario, und machte 1950 seinen Bachelor in Mathematik und Physik, und an der Harvard University in Cambridge, Massachusetts schließlich 1951 den Master in Angewandter Mathematik sowie 1954 bei Howard Hathaway Aiken den Ph.D. mit der Schrift Machine Solutions of Linear Differential Equations: Applications to a Dynamic Economic Model. Von 1955 bis 1960 lehrte er an der Harvard-Universität als Assistant Professor Angewandte Mathematik, wo er mit Aiken, Fred Brooks und anderen auch den ersten Master-Kurs für Informatik (Automatic Data Processing) aufbaute.
Danach wechselte er in die Forschungsabteilung von IBM, wo er bis 1980 wirkte. Ab 1980 war er für den Time-Sharing-Dienstleister I. P. Sharp Associates in Toronto tätig, bevor er 1987 in den Ruhestand ging, den er weiter intensiv forschend und entwickelnd verbrachte.

## Leistungen
Während seiner Tätigkeit an der Harvard University hatte Kenneth E. Iverson eine eigene Notation für den Umgang mit Arrays entwickelt, die er erfolgreich in der Lehre einsetzte. Auch in seinem halbjährigen Sabbatical 1957 bei McKinsey & Company hatte er sie verwenden können. Bei IBM Research baute er die Notation zu einer formalen Sprache aus und veröffentlichte sie 1962 in dem Buch A Programming Language, das im Verlag John Wiley erschienen ist. Die von ihm entwickelte Sprache, nach dem Buchtitel APL genannt, wurde zunächst zur formalen Beschreibung der Computerfamilie IBM System/360 eingesetzt, die ab 1964 wesentlich zum großen Erfolg von IBM beigetragen hat. 1965 wurde der erste APL-Interpreter für die Stapelverarbeitung fertig, wodurch APL zu einer ausführbaren Programmiersprache wurde. 1966 folgte das interaktive System APL\360, das zum Ausgangspunkt aller weiteren APL-Interpreter wurde. Verschiedene IBM-Rechner waren auch mit speziell an APL angepassten Tastaturen erhältlich. Kenneth E. Iverson war zusammen mit Adin Falkoff maßgeblich an der Entwicklung dieser Systeme beteiligt. Unter anderem hat er auch das IBM Philadelphia Scientific Center zur Weiterentwicklung von APL mitgegründet. Später hat er mehrere Programmiersprachen entworfen, die Weiterentwicklungen und Verbesserungen von APL darstellen, darunter ab 1990 gemeinsam mit Roger Hui die Sprache J.
Auch von ihm sind die floor- und ceiling-Klammer, d. h. die Notation für die floor- und die ceiling-Funktion. Außerdem die in der theoretischen Informatik häufig verwandte Abbildung eines Prädikates auf einen einstelligen binären Zahlenwert, um für komplexere Probleme geschlossene Formeln zu erhalten (siehe Prädikatabbildung).

## Ehrungen
Für die Entwicklung von APL sowie für seine Beiträge zur Implementierung interaktiver Systeme wurde Kenneth E. Iverson 1979 mit dem Turing Award der ACM ausgezeichnet. 1982 hat er den Pioneer Award des IEEE erhalten, 1991 die National Medal of Technology der USA. Er war Mitglied der National Academy of Engineering der USA. 1970 wurde er zum IBM Fellow ernannt.

## Schriften
- A Programming Language. Wiley, New York City, 1962.
- mit Frederick P. Brooks: Automatic Data Processing. Wiley, New York City, 1963.